# Pseudoterpna fuscomarginata
Pseudoterpna fuscomarginata är en fjärilsart som beskrevs av Barend J. Lempke 1949. Pseudoterpna fuscomarginata ingår i släktet Pseudoterpna och familjen mätare. Inga underarter finns listade.